# Desipramin
Desipramin ist ein Arzneistoff, der zur Wirkstoffklasse der trizyklischen Antidepressiva zählt. Es wirkt stark antriebssteigernd (thymeretisch) und nach einiger Zeit stimmungsaufhellend (thymoleptisch) und ist zur Behandlung depressiver Erkrankungen angezeigt.
Desipramin wurde 1965 unter der Marke Pertofran auf den deutschen Markt gebracht. Heute sind Desipramin-haltige Fertigarzneimittel in den meisten Ländern außer Vertrieb.

## Darstellung und Gewinnung
Die Synthese geht vom 10,11-Dihydro-5H-dibenz[b,f]azepin aus, wobei durch eine zweistufige Alkylierung zuerst mit 1-Brom-3-chlorpropan und dann mit Methylamin die Zielverbindung erhalten wird.

## Pharmakologie

### Wirkungsmechanismus
Desipramin ist der aktive Metabolit von Imipramin. Es wirkt im zentralen Nervensystem und hemmt die Wiederaufnahme von Serotonin, Noradrenalin und weiterer Neurotransmitter aus dem synaptischen Spalt in die präsynaptischen Vesikel, wodurch deren Konzentration angehoben wird und depressive Symptome gemildert werden. Die sedierende Wirkkomponente ist schwach ausgeprägt. Ferner unterdrückt Desipramin die Schmerzwahrnehmung durch Wirkung an den Nozizeptoren (antinozizeptive Wirkung). Desipramin wirkt zudem als FIASMA (funktioneller Hemmer der sauren Sphingomyelinase).

### Nebenwirkungen
Die häufigsten unerwünschten Wirkungen des Desipramins wie etwa Störungen beim Wasserlassen (Miktionsstörungen), innere Unruhe und Durstgefühl wie auch gelegentlich zu beobachtende unerwünschten Wirkungen wie Verwirrtheitszustände, Darmlähmung oder -verschluss (paralytischer Ileus) und Harnverhaltung resultieren aus seiner anticholinergen Wirkung.
Desipramin kann die QT-Zeit des Elektrokardiogramms (EKG) verlängern bis hin zu einer gefährlichen Herzrhythmusstörung, der Torsade de pointes. Ein frischer Herzinfarkt, höhergradige AV-Blockierungen und andere Herzrhythmusstörungen sind daher Gegenanzeigen für eine Behandlung mit Desipramin. Die US-amerikanische Behörde Food and Drug Administration (FDA) ordnete im Dezember 2009 die Aufnahme eines Warnhinweises in die Produktfachinformation von Norpramin an hinsichtlich einer besonders vorsichtigen Behandlung von Patienten, in deren familiärer Krankheitsvorgeschichte Vorfälle wie plötzlicher Herztod, Herzrhythmusstörungen oder Herzleitungsstörungen  auftraten.
Für einige trizyklische Antidepressiva incl. Desipramin wird eine Erhöhung des Brustkrebsrisikos diskutiert, wobei eine Reihe von Übersichtsarbeiten und Metaanalysen diese Hypothese nicht bestätigen konnten.

### Wechselwirkungen
Die Wirkungen von Desipramin und von Alkohol sowie anderen zentral wirksamen Arzneistoffen (Barbiturate, Schmerzmittel, Antihistaminika, Antipsychotika) können sich gegenseitig verstärken. Auch tritt Desipramin in Wechselwirkung mit Stoffen, die an gleichen Rezeptoren angreifen (Anticholinergika, Serotonin-Wiederaufnahmehemmer (SRI), α-Sympathomimetika), die QT-Zeit im EKG verlängern (beispielsweise bestimmte Antiarrhythmika, Antibiotika, Malaria-Mittel, Neuroleptika) oder die die Verstoffwechselung von Desipramin beeinflussen.
Kontraindiziert ist die gleichzeitige Behandlung mit MAO-Hemmern, da schwerwiegende unerwünschte Wirkungen auftreten können. Zwischen Behandlungen mit Desipramin und MAO-Hemmern ist jeweils eine therapiefreie Zeit (Auswaschphase) einzuhalten.

### Pharmakokinetik
Desipramin wird gut aus dem Darm resorbiert, hat aber aufgrund seines hohen First-Pass-Effektes eine erniedrigte Bioverfügbarkeit, die zudem stark schwanken kann. Die Plasmahalbwertszeit  beträgt 15 bis 25 Stunden. Desipramin passiert die Blut-Hirn- und die Plazentaschranke und tritt in die Muttermilch über. Desipramin wird nach Biotransformation in der Leber über die Nieren (renal) ausgeschieden.